# Кетенгбанский язык
Кетенгбанский язык (Ketengban, Kupel, Oktengban) — папуасский язык, на котором говорят на восточных горных склонах около границы с Папуа-Новой Гвинеей в провинции Папуа в Индонезии. Рассеяны.
У кетенгбанского языка есть диалекты биме, окбап, омбан, онья.
Алфавит: A a, Ai ai, Au au, B b, C c, D d, Dy dy, E e, Ei ei, G g, Gw gw, I i, K k, Kw kw, L l, Ly ly, M m, N n, Ng ng, Ngw ngw, Ny ny, O o, Oi oi, Ou ou, P p, R r, S s, T t, U u, W w, Y y.